# Cournanel

Cournanel este o comună în departamentul Aude din sudul Franței. În 1 ianuarie 2022 avea o populație de 664 de locuitori.